# 伯舒拉岭
伯舒拉岭（藏語：དཔའ་ཤོད་ལ，威利转写：dpa' shod la，藏语拼音：Baxoi La），因伯舒的藏语拼音和“八宿”同音，故又名八宿拉岭，位于中国的青藏高原东南部，是属于横断山脉最西的一条山脉。主峰查格腊子峰，海拔6155米。

## 沿革
伯舒拉岭与岗日嘎布山脉、他念他翁山、芒康山走势方向大约平行。伯舒拉系藏语，意为“勇士山麓”。伯舒拉岭是由念青唐古拉山脉和唐古拉山脉延续转向而来，山体呈西北一东南向延伸，地跨八宿县、左贡县、察隅县，入云南后改称担当利卡山、高黎贡山。
伯舒拉岭向西南方向有一支脉，有开加博、滂兰拉孜、达帕峰等重要山峰；此支脉向西南延展为帕凯山－那伽山，向南则再次分出一支脉，即枯門嶺。